# Szökőmásodperc
A szökőmásodperc egy egymásodperces időtartamú ugrás, aminek segítségével a rádió- és tévéállomások által terjesztett időt összhangba hozzák az átlagos csillagidővel. Ennek következménye a naptárral való összhang, amit csillagászati alapokon állapítanak meg.

## Története
A szökőmásodperc fogalmát a Nemzetközi Csillagászati Unió Brightonban tartott 1970-es ülésén fogadták el és akkor vezették be, amikor az atomórák használatával nyilvánvalóvá vált, hogy a Föld forgása nem egyenletes, és a csillagászati megfigyelésekből származó idő eltér az atomórák által számított időtől. A szökőmásodperc nemzetközi alkalmazása 1972. január 1-jével kezdődött.

## Az eddig beiktatott szökőmásodpercek
Az eddig beiktatott szökőmásodpercek időpontja a táblázatban látható. Az időpontok UTC szerint értendők. Így magyar idő szerint a decemberi 31-edikei január elsején 00:59:60-kor, míg a júniusi 01:59:60-kor következik be. Amikor nálunk január elseje 0 óra 59 perc 60 másodperc van, akkor van UTC szerint december 31-e 23 óra 59 perc 60 másodperc. A világ egyik legpontosabb órája Maryland Államban a NIST laboratóriumában működik. Náluk ekkor délután 5 óra 59 perc van.
A polgári életben használt idő, az egyezményes koordinált világidő (röviden UTC), mintegy 200, igen pontos atomóra összevetett, kiátlagolt óráján alapszik. A Föld forgásán alapuló idő azonban ettől kis mértékben eltér, ezért vezették be a szökőmásodperc fogalmát. A változás mértékét az eddigi adatok alapján egy parabola adja meg, melynek közelítő képlete 31 s/évszázad2.
Noha a szökőmásodpercet „hozzáadjuk” a pillanatnyi időhöz, a hatása olyan, mintha az órát 1 másodpercre megállítanánk, hiszen ekkor a beiktatott 60. másodperc telik el, a következő másodperc számolása csak 1 másodperc múlva kezdődik.

## Magyarázat

Az ábra a DUT1 különbséget mutatja az UT1 és az UTC között. A függőleges vonalak jelentik a szökőmásodperceket

A Föld forgási sebessége lassan csökken az árapályerők hatására, így egy átlagos szoláris nap hossza lassan növekszik. Az SI másodperc hosszát az átlagos szoláris nap hosszához viszonyította Simon Newcomb, és ezt az 1750 és 1892 közötti megfigyelésekre alapozva állapította meg. Ennek következtében az SI másodperc pontosan az átlagos szoláris nap hosszának 1/86400-ad része volt 1820 körül. A korábbi századokban egy nap hossza kevesebb volt, mint 86 400 SI másodperc, a huszadik század végére pedig elérte a 86400,002 másodperc értéket, vagyis a változás jelenleg nagyságrendileg +1 másodperc / év. Ezért a Föld forgási sebességéhez igazított UT „lassabb”, mint a TAI.
Megjegyezzük, hogy a Föld forgási sebességét számos egyéb tényező befolyásolja, melyek pontos működéséről keveset tudunk. Ilyen például a kőzetlemezek mozgása, illetve a Föld belsejében lezajló folyamatok. A Föld forgása ezek miatt a tényezők miatt nehezen számolható ki előre, ezért az eltérést az elméleti értéktől mindig utólag állapítják meg.
Nem szabad összekeverni az átlagos szoláris nap hossza és az SI másodperc közötti különbséget a szökőmásodperccel. Ez ahhoz a hibás következtetéshez vezet, hogy a Föld forgása teljesen megállna néhány tízezer év múlva. A hibás következtetés abból fakad, hogy összekeverik a változás sebességét (napi 2 ezredmásodperc) és a megtett távolságot (ez időben kifejezve 80 másodperc).[forrás?] A szökőmásodperceket nem az aktuális és az átlagos nap közötti különbség indokolja, hanem a felhalmozódott különbség.
Szemléltetésként tegyük fel, hogy elkezdjük számoltatni a másodperceket egy atomórával 1970-01-01T00:00:00 UTC-től kezdve (ezt Unix-időnek is nevezik). Aznap éjfélkor, UTC szerint, az óra nulla másodpercet mutat. Miután a Föld megtesz egy teljes tengely körüli fordulatot a Naphoz viszonyítva, a számláló megközelítőleg 86400.002 másodpercet fog mutatni. A számláló kijelzése alapján azt mondhatjuk, hogy a dátum 1970-01-02T00:00:00 UT1. 500 hasonló fordulat után a számláló 43 200 001 másodpercet mutat. Mivel 86400 s × 500 = 43 200 000 s, ezért azt gondolhatjuk, hogy az aktuális dátum 1971-05-16T00:00:01 UTC, holott valójában csak 1971-05-16T00:00:00 UT1. Ha 1970. december 31-én hozzáadunk 1 másodpercet a számlálóhoz, akkor a számláló tartalma 43 200 000 s, ami a helyes 1971-05-16T00:00:00 UT1 dátumnak felel meg. Érdemes megjegyezni, hogy a szokásos pozitív szökőmásodperc beiktatása azt jelenti, mintha az óra 1 másodpercre megállna.
A DUT1 grafikonon a függőleges vonalak közötti lejtős rész mutatja a névleges 86400 s-hez viszonyított eltérést. Látható, hogy a 2000-es év környékén a ferde szakasz kevésbé meredek, a Föld átmeneti felgyorsulása miatt.

## A szökőmásodperc bejelentése
A szökőmásodperc bejelentése hónapokkal a lehetséges beiktatási dátum előtt történik, többnyire akkor, amikor az UTC és az UT1 közötti különbség meghaladja a 0,7 másodpercet. Az UTC és az UT1 közötti különbség előírás szerint mindig kisebb kell legyen 0,9 másodpercnél. A pozitív szökőmásodperc ideje 23:59:59 UTC után történik, ez után 23:59:60 következik, majd folytatódik a szokásos, következő napi 00:00:00-val. Negatív szökőmásodperc is lehetséges (ha a Föld forgása gyorsulna), ekkor 23:59:58 után 00:00:00 következik, és nincs 59. másodperc.
A szökőmásodperc beiktatásának rögzített dátuma van: június 30., december 31., továbbá március 31. vagy szeptember 30. is lehetséges, de e két utóbbi napot eddig az (IERS) nem tartotta szükségesnek. A bejelentés hathavonta megtörténik, függetlenül attól, hogy szükséges-e szökőmásodperc beiktatása vagy sem. Utóbbi esetben ezt a tényt közlik.
A Föld forgásának egyenetlenségei miatt nem tudjuk előre megmondani, mikor lesz szükség szökőmásodperc beiktatására. 1972 és 2005 között 23 esetben volt szükség szökőmásodpercre.
1999 és 2005 között viszont egyáltalán nem volt szökőmásodperc; eddig ez volt a leghosszabb ilyen időszak.
Szökőmásodpercet nem használnak a GPS rendszerben, itt az idő folyamatosan, megszakítás nélkül telik. Az eltérést a polgári életben használt UTC időhöz képest a GPS műholdak által sugárzott adatcsomag tartalmazza, a GPS készülékek ezt automatikusan felhasználják. Az UTC és a GPS-idő közötti különbséget szintén nyilvánosságra hozzák.

## Problémák a szökőmásodperccel
Műszaki értelemben „nincs probléma a szökőmásodperc fogalmával”, feltéve, hogy minden számítógép, program, operációs rendszer és alkalmazás megfelelően képes azt kezelni. A probléma ezek ellenőrzésével van.
Példák:
- A légiirányításban a repülőgépek helyzetét másodpercenként többször ellenőrzik, mivel egy-egy gép 1 másodperc alatt jellemzően 250 méter utat tesz meg. Az ellenőrzéshez használt számítógépes rendszerekben nem engedhető meg 1 másodperces ugrás, illetve ez előre nem látható következményekkel járhat.
- Heterogén számítástechnikai környezetben működő ipari alkalmazásoknál gyakran azt a megoldást választják, hogy inkább leállítják a gyártási folyamatot, vagy a karbantartást arra az időszakra időzítik, amikor a szökőmásodperc esedékes, mert a teljes folyamat irányítását végző berendezések viselkedését kockázatos megjósolni. Ez adott esetben termeléskiesést okoz.
- Legutóbb 2012 és 2015. június 30-án, valamint 2016. december 31-én volt szökőmásodperc. 2012-ben a LinkedIn, a Reddit, a Foursquare és még számos oldal és szolgáltatás szervereinek okozhatott ez problémát. Ezek működésében egy szökőmásodperc-kezeléssel összefüggő hiba váltotta ki a gondot. Ugyanígy hibát okozott a Linux disztribúciók közül a Debianban, az alkalmazások közül pedig a Java, MySQL, VirtualBox és az IceWeasel is meghibásodott.
- Másodperc pontosságot igénylő időintervallumok számításánál szükséges tudni, hogy közben milyen évek voltak és azokban volt-e szökőmásodperc. (A probléma hasonló a szökőnapot tartalmazó évekkel való számításkor.)

## Javaslatok az UTC újbóli meghatározására, illetve elhagyására
2005. július 5-én az IERS Earth Orientation Center csoportjának vezetője egy értesítést küldött az IERS C és D közlöny előfizetői számára, melyben hozzászólásokat kérelmeztek azzal az amerikai javaslattal kapcsolatban, melyet az ITU-R Study Group 7 WP7-A felé nyújtottak be (az ITU-R a felelős az UTC meghatározásáért). A javaslat a szökőmásodperc 2008 előtti elhagyását indítványozta.
A Wall Street Journal megjegyezte, hogy egy kormányhivatalnok szerint 2005 júliusában a javaslat „az ITU belső ügyeihez tartozik”. Döntés ezzel kapcsolatban 2005 decemberére volt várható, de azt akkor elhalasztották. 
A javaslat szerint a szökőmásodperc helyett „szökőóra” lenne, ami jó néhány ITU-R tagország törvényes igénye szerint összhangba hozná a polgári időt a csillagászatilag megállapított idővel.
A javaslatnak számos ellenzője akad.
Dr. P. Kenneth Seidelmann (korábban dolgozott a US Naval Observatorynál, az USWP7A munkacsoport tagja), az Explanatory Supplement to the Astronomical Almanac szerkesztője levelet írt, melyben hiányolja a nyilvánosan hozzáférhető információkat a javaslat tartalmára, illetve annak következményeire vonatkozóan.
Steve Allen (University of California, Santa Cruz) idézi a csillagászokra gyakorolt óriási hatást egy Science News-interjúban. Allen egy olyan webhellyel rendelkezik, mely teljesen a szökőmásodperc témájáról szól. Itt az amerikai javaslatra is vannak hivatkozások és az ellenzők is szót kapnak.
A javaslattal szemben felhozott néhány érv:
- Az UTC megváltoztatásának indokai nem ismertek.
- Nem történt komoly elemzés, amely a változtatás (vagy a változatlanul hagyás) költségeit kimutatná.
- Az UTC jelentése a meglévő műszaki és jogi dokumentumokban és számítógépes programokban félreérthetővé válna. Minden hivatkozást felül kellene vizsgálni abból a szempontból, hogy az UTC az eredeti szándék szerint "átlagos csillagnap"-ra, "atomidő"-re, vagy a jelenleg használt "polgári idő"-re vonatkozik-e.
- Minden eddigi jelentés az UTC megváltoztatására vonatkozóan arra a következtetésre jutott, hogy nem szükséges a változtatás.
- Az UTC jelenlegi formájában még 1200 évig használható marad, az új javaslat azonban már 600 év múlva változásra szorul, tehát nem mondható korszerűbbnek.
- Már létezik két másik időskála, amelyekben nincsen szökőmásodperc: "International Atomic Time" (TAI), és a GPS idő. A GPS idő viszonylag olcsó vevőkészülék révén bárkinek rendelkezésére áll.
- A napórák által mutatott "helyi idő"-nek nem lenne meghatározható kapcsolata a polgári idővel, holott az Amerikai Egyesült Államok Szövetségi Törvénye szerint a törvényes időnek az "átlagos csillagászati nap"-on kell alapulnia.
- A CGPM (Általános Súly- és Mértékügyi Konferencia, mely az SI-mértékegységrendszer mögött áll) ajánlása szerint az UTC használatát arra alapozták, hogy észszerűen közel marad az "átlagos csillagászati nap" által megállapított időhöz.
- Amikor a támogatók 2003-ban egy nemzetközi eszmecserére összegyűltek, akkor megállapították, hogy az UTC-t nem szabad megváltoztatni, mert az zavart okozna a jelentésében, és hogy egy új időskálát kell javasolniuk, amely a céljaiknak jobban megfelel. Rögzítették azt is, hogy a „szökőóra” fogalma nem elfogadható. Az új időskála esetleges bevezetésének legkorábbi dátuma 2022.
- A javaslat megvitatásának folyamata évekig többnyire zárt ajtók mögött zajlott. Fontos ITU dokumentumok és a találkozók jegyzőkönyvei nyilvánosan nem hozzáférhetők.

A támogatók oldalán is van néhány érv:
- A jelen helyzetben nem lehetséges számítási módszerekkel megállapítani az eltelt időt két UTC időpont között, ehhez kézzel megadott táblázatra van szükség, amely azt tartalmazza, hogy mikor voltak szökőmásodpercek.
- Nem lehetséges kiszámítani ilyen időtartamot (még elméletileg sem) a jövőre vonatkozóan, ha az 6 hónapnál nagyobb távban előre mutat.
- Ugyanez igaz egy számítógépnek adott feladatra, ha az több mint 6 hónapra előre mutat.

Ez utóbbit ki lehet védeni azzal, ha a számítógépek nem az UTC-t használnák fel rendszeridőnek (jelenleg ez a bevett gyakorlat), hanem olcsó GPS vevőket használnának erre a célra. A GPS időből egyszerűen számítható az UTC idő. Ugyanígy a TAI is használható lenne rendszeridőnek, mivel a TAI mindig a GPS előtt jár 19 másodperccel.
A GPS időn alapuló rendszerre példa lehet a CDMA, amit USA-beli mobiltelefon-rendszerekben használnak.
A döntést a szökőmásodperc megtartásáról vagy elhagyásáról az ITU 2012-ben tartott ülésén 2015-re halasztotta.
2022. november 18-án a BIPM úgy döntött, hogy 2035-től nem alkalmazzák többé a szökőmásodpercet (de azt még nem lehet tudni, hogyan fogják a kétfajta időt összehangolni az eltérő rendszerekben).